# 第42回全日本大学サッカー選手権大会
第42回全日本大学サッカー選手権大会は1993年11月20日から11月28日にかけて開催された全日本大学サッカー選手権大会である。早稲田大学が2年ぶり9回目の優勝を果たした。

## 概要
9地域の代表15校と総理大臣杯全日本大学サッカートーナメント優勝校が参加した。

### 大会日程
- 1993年11月20日 - 1回戦
- 1993年11月21日 - 準々決勝
- 1993年11月23日 - 準決勝
- 1993年11月28日 - 決勝

### 開催競技場
- 国立競技場（決勝）
- 西が丘サッカー場（準々決勝・準決勝）
- 柏サッカー場（準々決勝）
- 古河市サッカー場（1回戦）
- 平塚競技場（1回戦）
- 川越競技場（1回戦）
- 駒沢競技場（1回戦）

## 出場大学
- 順天堂大学（総理大臣杯優勝・2年ぶり9回目）
- 札幌大学（北海道代表・6年連続24回目）
- 仙台大学（東北代表・2年ぶり13回目）
- 筑波大学（関東第1代表・3年連続20回目）
- 中央大学（関東第2代表・2年連続16回目）
- 早稲田大学（関東第3代表・4年連続22回目）
- 慶應義塾大学（関東第4代表・21年ぶり6回目）
- 福井工業大学（北信越代表・11年ぶり2回目）
- 中京大学（東海代表・3年連続20回目）
- 同志社大学（関西第1代表・2年ぶり12回目）
- 関西大学（関西第2代表・24年ぶり5回目）
- 大阪商業大学（関西第3代表・14年連続25回目）
- 広島大学（中国代表・3年ぶり8回目）
- 松山大学（四国代表・6年ぶり7回目）
- 鹿屋体育大学（九州第1代表・4年連続5回目）
- 福岡大学（九州第2代表・2年連続20回目）

## 試合日程・結果

### 1回戦
| 1993年11月20日 |

| 筑波大学                         | 5 - 0 | 福井工業大学 |
| 辛島 · 佐藤 · 服部 · 吉成 · 藤田 |       |              |

| 古河市サッカー場 |

| 1993年11月20日 |

| 順天堂大学    | 2 - 0 | 松山大学 |
| 自殺点 · 水島 |       |          |

| 古河市サッカー場 |

| 1993年11月20日 |

| 福岡大学 | 1 - 1 延長 (PK 3-5) | 同志社大学 |
| 森       |                     | 坂元       |

| 平塚競技場 |

| 1993年11月20日 |

| 関西大学              | 4 - 1 延長 | 鹿屋体育大学 |
| 吉岡 · 横山2 , · 横瀬 |            |              |

| 平塚競技場 |

| 1993年11月20日 |

| 早稲田大学            | 4 - 0 | 大阪商業大学 |
| 原田2 , · 渡辺 · 蛯名 |       |              |

| 川越競技場 |

| 1993年11月20日 |

| 仙台大学 | 0 - 1 | 中京大学 |
|          |       | 野口     |

| 川越競技場 |

| 1993年11月20日 |

| 慶應義塾大学 | 2 - 1 | 広島大学 |
| 田村 · 吉井  |       | 筒井     |

| 駒沢競技場 |

| 1993年11月20日 |

| 札幌大学 | 0 - 1 延長 | 中央大学 |
|          |            | 菅野     |

| 駒沢競技場 |

### 準々決勝
| 1993年11月21日 |

| 筑波大学 | 3 - 2 | 順天堂大学 |
|          |       |            |

| 西が丘サッカー場 |

| 1993年11月21日 |

| 同志社大学 | 3 - 1 | 関西大学 |
|            |       |          |

| 西が丘サッカー場 |

| 1993年11月21日 |

| 早稲田大学 | 4 - 0 | 中京大学 |
|            |       |          |

| 柏サッカー場 |

| 1993年11月21日 |

| 慶應義塾大学 | 2 - 2 延長 (PK 3-1) | 中央大学 |
|              |                     |          |

| 柏サッカー場 |

### 準決勝
| 1993年11月23日 |

| 筑波大学 | 0 - 0 延長 (PK 2-3) | 同志社大学 |
|          |                     |            |

| 西が丘サッカー場 |

| 1993年11月23日 |

| 早稲田大学  | 2 - 1 | 慶應義塾大学 |
| 原田 · 清水 |       | 平井         |

| 西が丘サッカー場 |

### 決勝
| 1993年11月28日 |

| 同志社大学 | 1 - 3 | 早稲田大学         |
| 中村       |       | 相馬 · 外池 · 原田 |

| 国立競技場 |

## 最終結果
| 第42回全日本大学サッカー選手権大会 優勝チーム |
| --------------------------------------------- |
| 早稲田大学 2年ぶり9回目                       |

### 表彰

#### 最優秀選手賞
- 原田武男（早稲田大学）

#### 優秀選手賞
- ベストGK: 三田祐司（早稲田大学）
- ベストDF: 相馬直樹（早稲田大学）
- ベストMF: 中村伸（同志社大学）
- ベストFW: 外池大亮（早稲田大学）

## 主な出場選手
- 内舘秀樹（仙台大学）
- 木山隆之（筑波大学）
- 辛島啓珠（筑波大学）
- 大岩剛（筑波大学）
- 望月重良（筑波大学）
- 藤田俊哉（筑波大学）
- 佐藤一樹（筑波大学）
- 服部浩紀（筑波大学）
- 吉成浩司（筑波大学）
- 相馬直樹（早稲田大学）
- 斉藤俊秀（早稲田大学）
- 原田武男（早稲田大学）
- 外池大亮（早稲田大学）
- 平岡靖成（順天堂大学）
- 名波浩（順天堂大学）
- 渡辺毅（中央大学）
- 岡島清延（中央大学）
- 長谷部茂利（中央大学）
- 江原淳史（中央大学）
- 堀池洋充（慶應義塾大学）
- 野々村芳和（慶應義塾大学）
- 前田信弘（同志社大学）
- 西田吉洋（同志社大学）
- 中村伸（同志社大学）
- 中口雅史（大阪商業大学）
- 杉山弘一（大阪商業大学）